# 제임스 헤이터

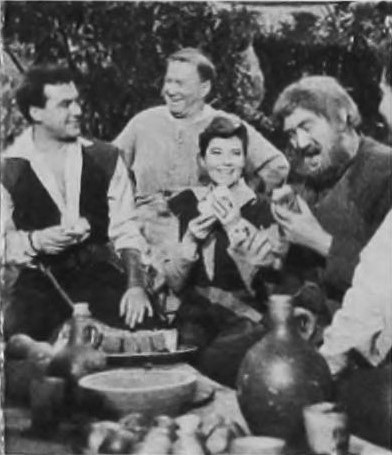

제임스 헤이터(James Hayter, 1907년 4월 23일 ~ 1983년 3월 27일)는 영국의 연극 배우, 영화배우, 텔레비전 배우이다.
비야호요사에서 사망하였다.

## 영화
- 프랑켄슈타인의 공포 (1970년)
- 데이빗 코퍼필드 (1970년)
- 송 오브 노르웨이 (1970년)
- 올리버 (1968년)
- 39 계단 (1959년)
- 기디언 경감 (1958년)
- 열쇠 (1958년)
- 두 개의 얼굴 (1958년)
- 27인의 표류자 (1957년)
- 파라오의 땅 (1955년)
- 호걸 브롬멜 (1954년)
- 진홍의 해적 (1952년)
- 톰 브라운의 학창시절 (1951년)
- 모닝 디파처 (1950년) - 에이블 시먼 히긴스 역
- 원스 어 졸리 스왜그먼 (1949년) - 파 폭스 역
- 블루 라군 (1949년)
- 몰락한 우상 (1948년)
- 니콜라스 니클비의 인생과 모험 (1947년)